# Take Five
Take Five è una composizione strumentale jazz e novelty di Paul Desmond, sassofonista del Dave Brubeck Quartet, gruppo che incise originariamente tale brano per il proprio album Time Out del 1959.
Deve il suo nome alla metrica in 5/4 e vanta uno dei primi assoli di batteria, nell'incisione originale, da parte di Joe Morello.
Registrato presso il Columbia's 30th Street Studios di New York tra il 25 giugno e il 18 agosto 1959, pur non essendo il primo brano jazz composto in cinque quarti fu ciononostante il primo a giungere al grande successo commerciale anche fuori dal suo genere, raggiungendo la venticinquesima posizione della Billboard Hot 100 e la quinta di Billboard's Easy Listening Survey.

## Storia
Benché Dave Brubeck, legato a Paul Desmond da una grande amicizia che fu interrotta solo dalla morte di quest'ultimo nel 1977, avesse avuto un ruolo influente nell'arrangiamento e nell'elaborazione di alcuni momenti musicali del brano, ne lasciò la paternità esclusiva a Desmond stesso.
Nel ricordare la genesi del brano, Brubeck raccontò che esso nacque durante la lavorazione di Time Out, album costituito da composizioni dalla metrica inusuale: Desmond provò un assolo di sassofono in mi bemolle minore su un'improvvisazione ritmica in 5/4 di Joe Morello alla batteria e il risultato incontrò l'entusiasmo di Brubeck che trovò il nascente brano adatto all'album.
Desmond quindi produsse due temi fatti poi collimare in un brano con una struttura ABA, in cui B fa da bridge ai due temi A.
Essendo Take Five uno tra gli standard più eseguiti e incisi in assoluto, ne esistono numerose versioni, compresa una del 1961 con testo scritto da Dave Brubeck stesso e da sua moglie Iola per Carmen McRae, successivamente ripresa nel 1976 in versione scat da Al Jarreau, della cui produzione divenne una delle esecuzioni più distintive.
I diritti di Take Five, come quelli del resto delle composizioni di Paul Desmond, furono lasciati per volontà del musicista alla Croce Rossa Americana, che da allora incassa circa 100 000 $ all'anno.

## Progressione armonica
| A | Eb- Bb-7    | Eb- Bb-7  | Eb- Bb-7 | Eb- Bb-7 | Eb- Bb-7    | Eb- Bb-7  | Eb- Bb-7 | Eb- Bb-7 |
| B | Cbmaj7 Ab-6 | Bb-7 Eb-7 | Ab-7 Db7 | Gbmaj7   | Cbmaj7 Ab-6 | Bb-7 Eb-7 | Ab-7 Db7 | F-7 Bb7  |
| A | Eb- Bb-7    | Eb- Bb-7  | Eb- Bb-7 | Eb- Bb-7 | Eb- Bb-7    | Eb- Bb-7  | Eb- Bb-7 | Eb- Bb-7 |

## Classifiche
| Classifiche (1961-2012)                     | Posizione massima |
| ------------------------------------------- | ----------------- |
| Austria                                     | 73                |
| Francia                                     | 48                |
| Nuova Zelanda                               | 8                 |
| Paesi Bassi                                 | 8                 |
| Regno Unito                                 | 6                 |
| Stati Uniti (Hot 100)                       | 25                |
| Stati Uniti (Hot Adult Contemporary Tracks) | 5                 |

## Discografia

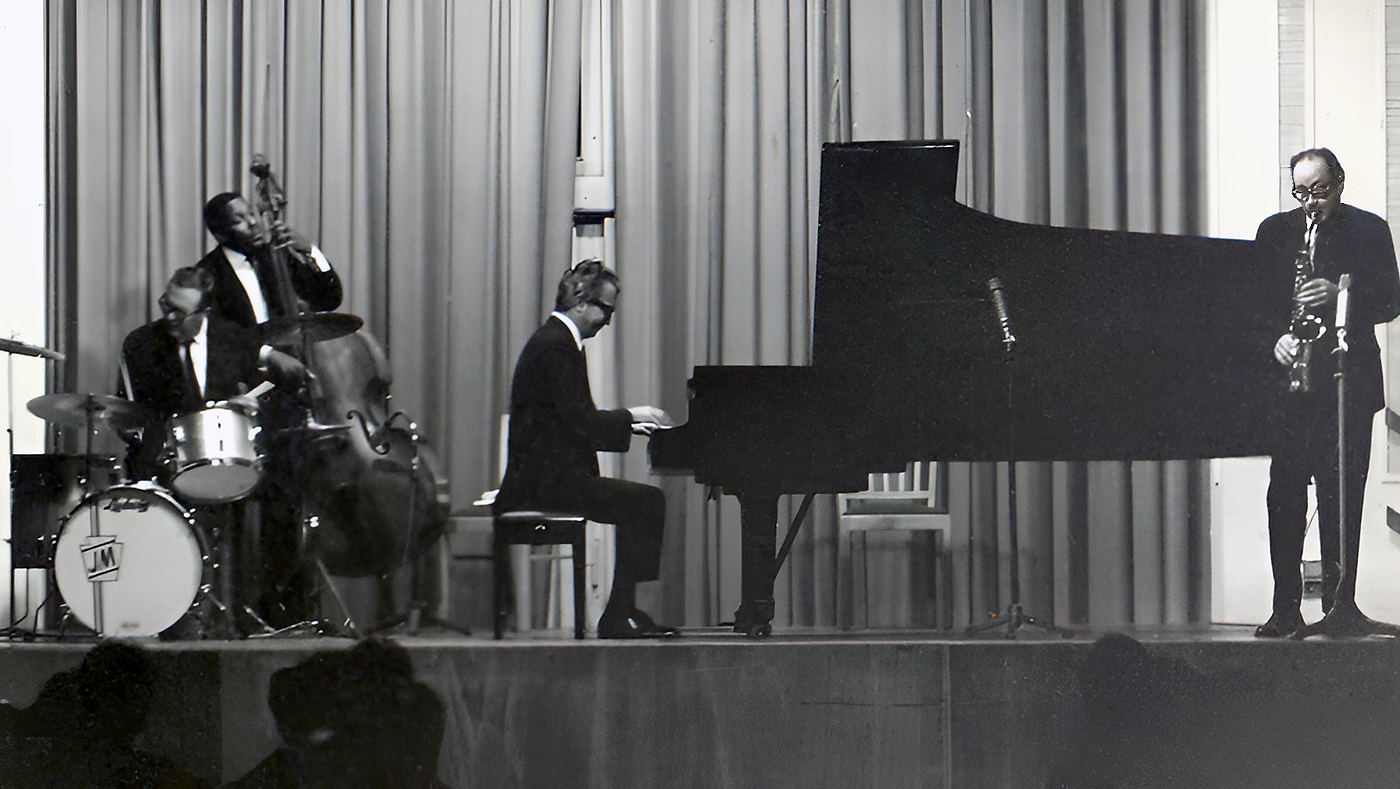
Il Dave Brubeck Quartet nel 1967

- The Dave Brubeck Quartet in Time Out (1959)
- Monica Zetterlund in Ahh! Monica! (1962)
- Antonio Diaz in Eso es Latin Jazz… Man! (1963)
- The Dave Brubeck Quartet in At Carnegie Hall (1963)
- Trudy Pitts in Introducing the Fabulous Trudy Pitts (1967)
- Val Bennett in The Russians Are Coming (1968)
- Minoru Muraoka in Bamboo (1970)
- Chet Atkins in Alone (1973)
- Al Jarreau in Look to the Rainbow (1977)
- George Benson (1979)
- George Benson in Live from Montreux (1986)
- The Dave Brubeck Quartet in The Great Concerts (1988)
- Quincy Jones in Strike Up the Band (1987)
- Acoustic Alchemy in Reference Point (1991)
- Grover Washington Jr., Take Five (Take Another Five) (1992)
- The Specials in Today’s Specials (1996)
- Moe Koffman, Devil’s Brew, (1996)
- Aziza Mustafazadeh in Jazziza (1997)
- Eric XL Singleton in Smooth Jazz (1998)
- The String Cheese Incident in Carnival ’99 (2000)
- Monica Zetterlund in Monicas bästa (2001)
- Rodrigo y Gabriela in Re-Foc (2002)
- New York Ska Jazz Ensemble in Step Forward (2008)
- Bugge Wesseltoft in Playing (2009)
- Indigo in Stay Together (2010)
- Eliane Elias in Light My Fire (2011)
- Marc Ribot’s Ceramic Dog in Your Turn (2013)